# Tholi di Io
Segue una lista dei tholi presenti sulla superficie di Io. La nomenclatura di Io è regolata dall'Unione Astronomica Internazionale; la lista contiene solo formazioni esogeologiche ufficialmente riconosciute da tale istituzione.
I tholi di Io portano i nomi di personaggi legati al mito di Io, all'Inferno dantesco o di altre strutture superficiali poste nelle vicinanze.

## Prospetto
| Tholi            | Eponimo                                                                         | Latitudine | Longitudine | Diametro  |
| ---------------- | ------------------------------------------------------------------------------- | ---------- | ----------- | --------- |
| Apis Tholus      | Api - La divinità egizia che veniva equiparata a Epafo, il figlio di Io e Zeus. | 11,92° S   | 347,7° W    | 199,16 km |
| Inachus Tholus   | Inaco - Divinità fluviale della mitologia greca, padre di Io.                   | 16,21° S   | 347,65° W   | 178,93 km |
| Tsũi Goab Tholus | Tsũi Goab - Essere supremo, associato al tuono, nella mitologia dei Khoi.       | 0,18° S    | 162,95° W   | 48,54 km  |